# Gollan, Föglö
Gollan är en holme i Kyrksundet i Föglö på Åland som hör till byn Prästgården. Den är ungefär 400 meter i öst-västlig riktning och 150 meter i nord-sydlig. 
Vägen som förbinder Västersocken med övriga Föglö passerar över holmen. Över sundet i norr, mellan Gollan och ön Degerö, finns Gollansbron över farleden i Gollansströmmen. Sundet i söder mellan Gollan och  Prästlandet förbinds med en vägbank.

## Historia
Gollan hade förr fast bosättning. Den förste som med säkerhet bodde där var en inflyttad österbottning, Israel Eriksson, ursprungligen Israel Fogde (1822–1887), med familj. Han var torpare under Föglö prästgård och förefaller ha bosatt sig på Gollan i slutet av 1870-talet.
Ingen familj verkar ha stannat särskilt länge på Gollan.
Hjördis Sundblom berättar i sina memoarer att hennes far Fredrik Sundblom kunde köpa Gollan 1930 efter att i sju år tjänat pengar genom att arbete i Amerika. Säljare ska ha varit en skomakare Gällros.
| ”                                              | Holmen bestod mest av berg och sten och att försöka få fram ens så mycket jord att sätta någon potatis var ett tungt stenbrytarjobb, men far var stor och stark och lyckades få fram två små tegar vilket resulterade i ett potatisland och senare även något äppelträd. Som bevis på detta åstadkommande reste sig två långa imponerande stengärdsgårdar på över en meters höjd, vilka många år senare skulle komma väl till pass vid bro- och bilvägsbygge över ön. | „ |
| – Hjördis Sundblom: En föglöemigrants memoarer | |   |

Familjen lämnade Gollan 1937 och köpte istället en bondgård i byn Skogboda.
Innan bron byggdes fanns istället en handdragen linfärja, Gollansfärjan. Färjförare var på 1950-talet Evy Eriksson (1920–1993), som bodde med familjen alldeles invid färjan på Degerö. Hon skötte den i början ensam dygnet runt, men senare blev det ett vecka-vecka-arbete. Färjan hade inrättats på 1940-talet i samband med att vägen och vägbanken byggdes.

## Namnet Gollan
På lantmätaren Adolph Robert Helledays karta över Björsboda och Prästgården, upprättad 1773–1774, återfinns inte namnet Gollan, istället kallas holmen Prästegårdens Ahlkläpp.
På kartor från 1900-talet är holmens namn däremot Gollan.  Hur namnet ska förklaras är oklart.